# Monchy-Breton
Monchy-Breton è un comune francese di 419 abitanti situato nel dipartimento del Passo di Calais nella regione dell'Alta Francia.

## Società

### Evoluzione demografica
Abitanti censiti